# 福建小吃
福建小吃是中国小吃的一種，可以追溯到明代以前。一些有特色的福建小吃包括：拌面、扁肉等。

## 著名的福建小吃
- 闽南糍团
- 鱼丸
- 扁肉燕（肉燕、扁食）
- 炒面

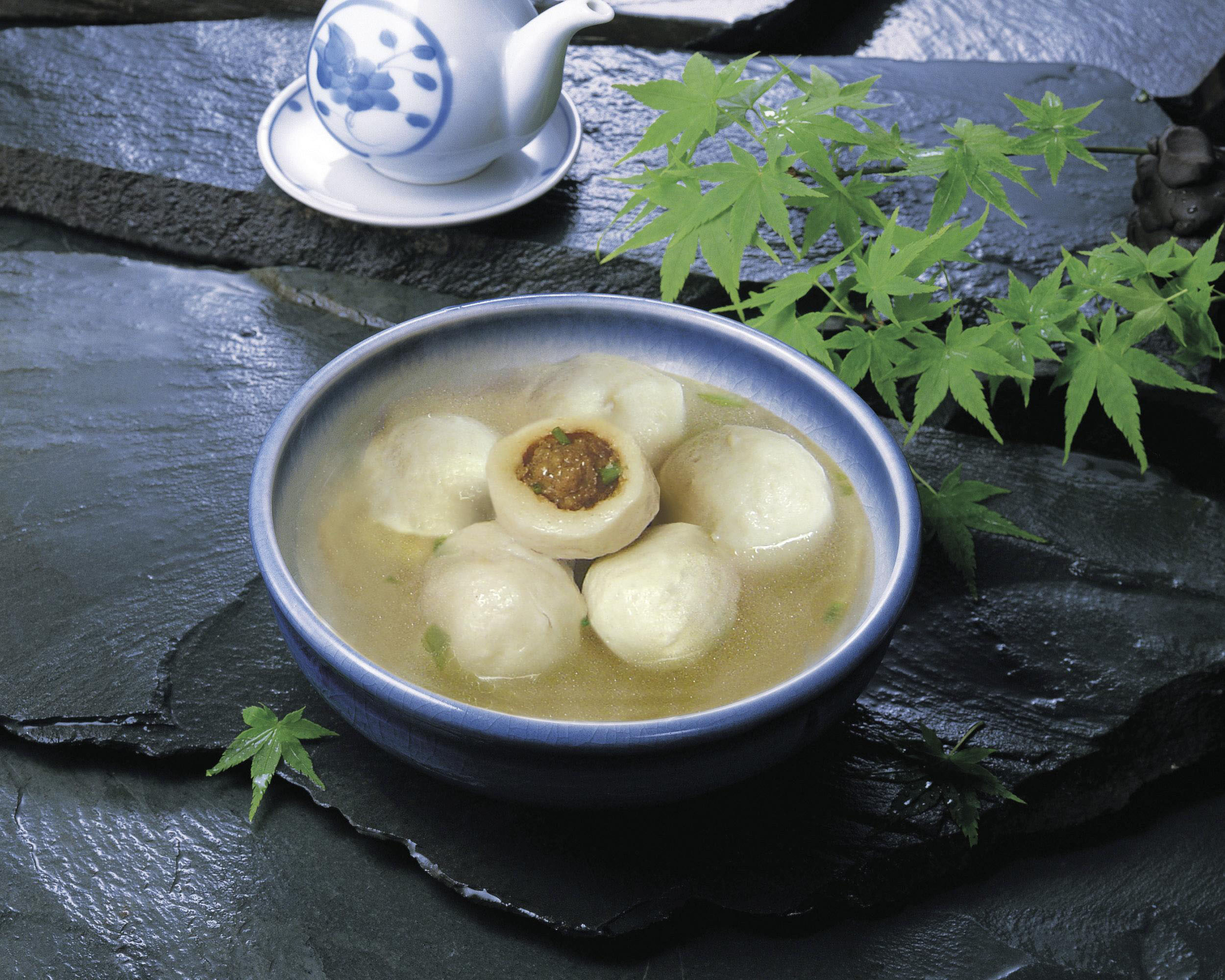
福州连江鱼丸

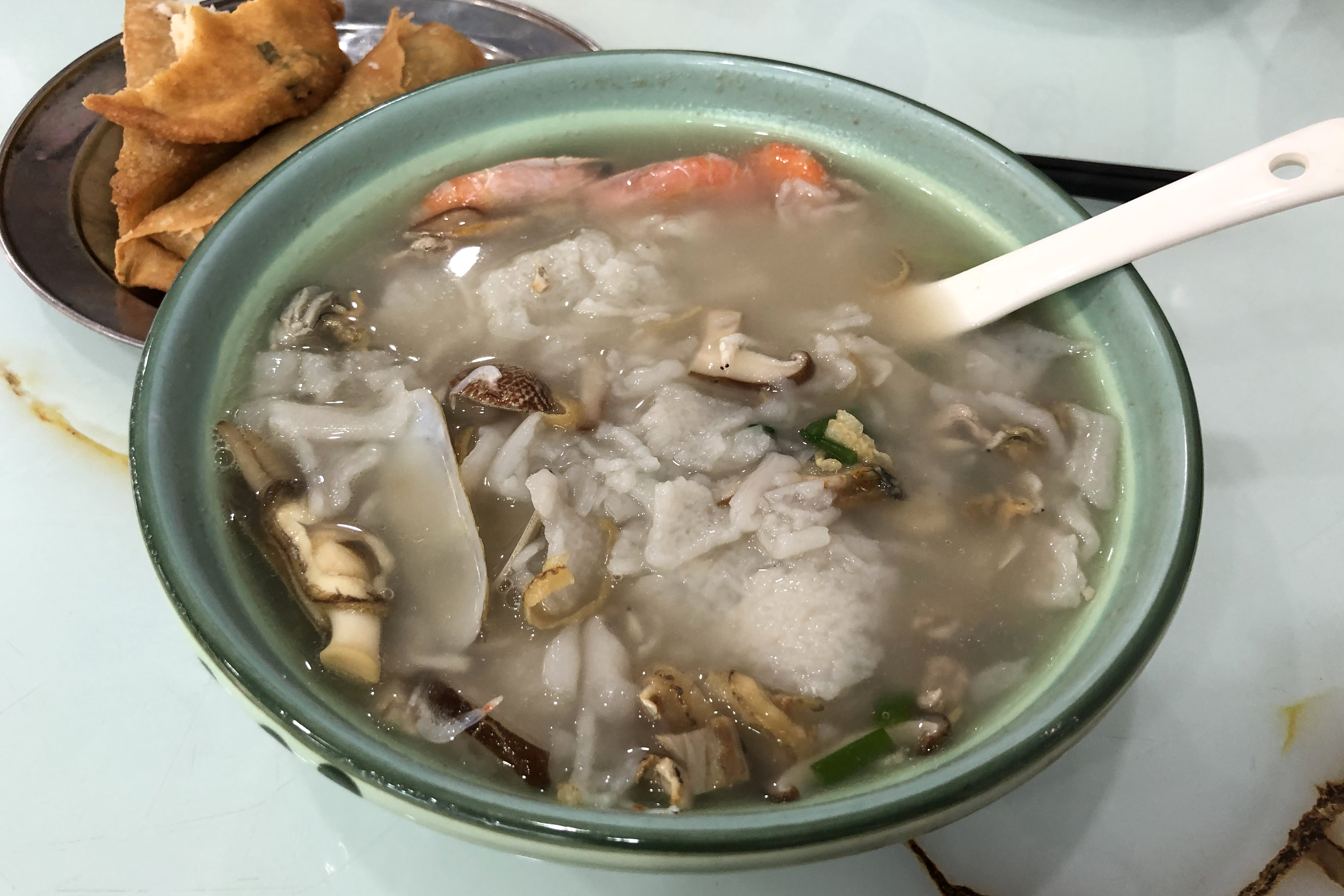
鼎邊糊

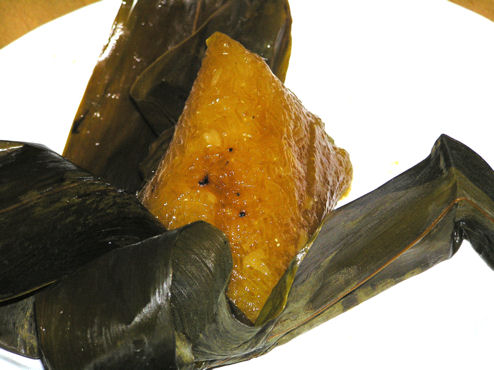
南方粽

- 拌面
- 沙茶麵
- 扁肉
- 捞化
- 白粿
- 糯米粿
- 蛎饼
- 春卷
- 福清光饼
- 米豆腐
- 酒酿
- 年糕
- 米糕
- 鼎邊糊
- 手抓面
- 土笋冻
- 馬耳
- 包糍
- 厦门薄饼
- 燒肉粽
- 紅龜
- 客家芋子包

## 外部連結
- 福建小吃